# Игумново (Калужская область)
Игумново — деревня в Износковском районе Калужской области Российской Федерации. Входит в состав сельского поселения «Деревня Ореховня».

## География
Находится на севере области, вблизи границы с Тёмкинским районом Смоленской области. Ближайший населённый пункт — деревня Ореховня.

## Население
| 2002 | 2010 |
| ---- | ---- |
| 4    | →4   |

## Известные уроженцы, жители
Здесь родился Епископ Леонид (в миру Александр Васильевич Зарецкий (1802—1885) — епископ Русской православной церкви, епископ Екатеринославский и Таганрогский.

## Инфраструктура
Личное подсобное хозяйство с зоной сельскохозяйственного использования, индивидуальная застройка усадебного типа.

## Достопримечательности, памятные места
В лесу, в полутора километрах от деревни Игумново находится братская могила. В 1950-х годах в эту могилу были перенесены останки воинов из одиночных и небольших братских могил в деревнях Алферовские Выселки, Дятлово, Ивищи, Степаненки, Теплихово, Шумово. В 1960 году на могиле сооружен памятник. Всего в могиле покоится прах 420 воинов.

## Транспорт
Просёлочные дороги.